# Maegashira
Maegashira (jap. 前頭) ist der fünfthöchste Rang im Sumō.
Zurzeit gibt es meistens 34 Maegashira, doch die Zahl kann auch geringfügig schwanken, abhängig von der Anzahl der Yokozuna, Ōzeki, Sekiwake und Komusubi. Zusammen mit diesen Rängen bilden die Maegashira die Makuuchi-Division, die immer 42 Sumōtori umfasst. Erreicht ein Maegashira ein Kachi-koshi (mehr Siege als Niederlagen in einem Turnier), so steigt er in der Banzuke auf, erreicht er ein Make-koshi (mehr Niederlagen als Siege in einem Turnier), so steigt er in der Banzuke ab. Ein hochrangiger Maegashira kann mit einem Kachi-koshi zum Komusubi oder Sekiwake aufsteigen, ein niederrangiger Maegashira mit einem Make-koshi in die Jūryō-Division absteigen. 
Sumoringer, die sehr lange Zeit Maegashira waren, sind zum Beispiel Terao, Higonoumi und Kotonowaka.